# 1. općinska nogometna liga Virovitica 1988./89.
"1. općinska nogometna liga Virovitica" za sezonu 1988./89. je bila liga sedmog stupnja nogometnog prvenstva SFRJ. 
 
Sudjelovalo je 13 klubova, a prvak je bio "PIK" iz Lukača. 

## Ljestvica
| mj. | klub                     | ut. | pob. | ner.  | por. | gol+ | gol- | bod |
| --- | ------------------------ | --- | ---- | ----- | ---- | ---- | ---- | --- |
| 1.  | PIK Lukač                | 24  | 13   | 6 (5) | 5    | 61   | 29   | 31  |
| 2.  | Podgorje                 | 24  | 12   | 6 (3) | 6    | 54   | 38   | 27  |
| 3.  | Drava Terezino Polje     | 24  | 10   | 4 (4) | 10   | 50   | 49   | 24  |
| 4.  | Bratstvo Borova          | 24  | 11   | 5 (1) | 8    | 56   | 49   | 23  |
| 5.  | Tehničar Cabuna          | 24  | 11   | 2 (1) | 11   | 47   | 49   | 23  |
| 6.  | Rezovac                  | 24  | 10   | 4 (2) | 10   | 61   | 44   | 22  |
| 7.  | Crvena zvezda Obilićevo  | 24  | 10   | 7 (5) | 7    | 60   | 45   | 22  |
| 8.  | Proleter Bušetina        | 24  | 9    | 7 (4) | 8    | 44   | 37   | 22  |
| 9.  | Omladinac Korija         | 24  | 8    | 8 (3) | 8    | 45   | 56   | 19  |
| 10. | Napredak Rušani          | 24  | 9    | 4 (1) | 11   | 45   | 56   | 19  |
| 11. | Bilogora Špišić Bukovica | 24  | 7    | 4 (3) | 13   | 35   | 52   | 17  |
| 12. | Bratstvo Gornje Bazje    | 24  | 8    | 2 (1) | 14   | 37   | 70   | 17  |
| 13. | Čelik Dijelka            | 24  | 6    | 5 (1) | 13   | 32   | 69   | 13  |

- U slučaju neriješenog rezultata se izvodilo raspucavanje jedanaesterca te bi pobjednik dobio 1 bod, a poraženi u raspucavanju bi ostao bez bodova
- Novo Obilićevo (također i kao Obilićevo) – tadašnji naziv za Zvonimirovo
- Dijelka – danas dio naselja Veliko Polje

## Rezultatska križaljka
| kratica | klub                     | BIL | BRAB | BRAGB | CRVZ | ČEL | DRA | NAP | OML | PIK | POD | PRO | REZ | TEH |
| --- | ------------------------ | --- | ---- | ----- | ---- | --- | --- | --- | --- | --- | --- | --- | --- | --- |
| BIL | Bilogora Špišić Bukovica |     |      |       |      |     |     |     |     |     |     |     |     |     |
| BRAB | Bratstvo Borova          |     |      |       |      |     |     |     |     |     |     |     |     |     |
| BRAGB | Bratstvo Gornje Bazje    |     |      |       |      |     |     |     |     |     |     |     |     |     |
| CRVZ | Crvena zvezda Obilićevo  |     |      |       |      |     |     |     |     |     |     |     |     |     |
| ČEL | Čelik Dijelka            |     |      |       |      |     |     |     |     |     |     |     |     |     |
| DRA | Drava Terezino Polje     |     |      |       |      |     |     |     |     |     |     |     |     |     |
| NAP | Napredak Rušani          |     |      |       |      |     |     |     |     |     |     |     |     |     |
| OML | Omladinac Korija         |     |      |       |      |     |     |     |     |     |     |     |     |     |
| PIK | PIK Lukač                |     |      |       |      |     |     |     |     |     |     |     |     |     |
| POD | Podgorje                 |     |      |       |      |     |     |     |     |     |     |     |     |     |
| PRO | Proleter Bušetina        |     |      |       |      |     |     |     |     |     |     |     |     |     |
| REZ | Rezovac                  |     |      |       |      |     |     |     |     |     |     |     |     |     |
| TEH | Tehničar Cabuna          |     |      |       |      |     |     |     |     |     |     |     |     |     |
| |                          |     |      |       |      |     |     |     |     |     |     |     |     |     |
| podebljan rezultat - utakmice od 1. do 13. kola (1. utakmica između klubova) rezultat normalne debljine - utakmice od 14. do 26. kola (2. utakmica između klubova) rezultat nakošen - nije vidljiv redoslijed odigravanja međusobnih utakmica iz dostupnih izvora rezultat smanjen * - iz dostupnih izvora nije uočljiv domaćin susreta prekrižen rezultat - poništena ili brisana utakmica p - utakmica prekinuta 3:0 p.f. / 0:3 p.f. - rezultat 3:0 bez borbe n.i. - nije igrano (_:_ 11 m) - rezultat u raspucavanju jedanaesteraca u slučaju neriješenog rezultata |                          |     |      |       |      |     |     |     |     |     |     |     |     |     |

 Izvori: